# Fukuoka Stock Exchange
Die Fukuoka Stock Exchange (FSE) ist eine Wertpapierbörse in Fukuoka, Japan. Sie betreibt Q-Board, einen speziellen Markt für junge Unternehmen.

## Geschichte
Die 1949 gegründete Fukuoka Stock Exchange (FSE) ist eine der vier Wertpapierbörsen (Sapporo Securities Exchange, Tokio Exchange, Nagoya Stock Exchange und Fukuoka) in Japan und wird als Wertpapierbörse geführt.
Im August 2000 schloss die Börse ihren Handelssaal und übernahm das elektronische Handelssystem der Tokioter Börse. Im Januar 2002 einigte sich die FSE mit den vier anderen japanischen Börsen und der Japan Securities Dealers Association (JSDA) auf die Gründung der Japan Securities Clearing Corporation (JSCC).